# Skaf mig en Kæreste
|  | Denne artikel er oprettet af botten PalnaBot ud fra en ekstern database. Den kan derfor have sproglige fejl eller mangler. Denne skabelon kan fjernes efter kontrol af indholdet. |

Skaf mig en Kæreste er en stumfilm fra 1921 instrueret af Lau Lauritzen Sr. efter manuskript af Aage Brodersen.